# Nold
 (juin 2024).
La mise en forme du texte ne suit pas les recommandations de Wikipédia : il faut le « wikifier ».
Les points d'amélioration suivants sont les cas les plus fréquents. Le détail des points à revoir est peut-être précisé sur la page de discussion.
- Les titres sont pré-formatés par le logiciel. Ils ne sont ni en capitales, ni en gras.
- Le texte ne doit pas être écrit en capitales (les noms de famille non plus), ni en gras, ni en italique, ni en « petit »…
- Le gras n'est utilisé que pour surligner le titre de l'article dans l'introduction, une seule fois.
- L'italique est rarement utilisé : mots en langue étrangère, titres d'œuvres, noms de bateaux, etc.
- Les citations ne sont pas en italique mais en corps de texte normal. Elles sont entourées par des guillemets français : « et ».
- Les listes à puces sont à éviter, des paragraphes rédigés étant largement préférés. Les tableaux sont à réserver à la présentation de données structurées (résultats, etc.).
- Les appels de note de bas de page (petits chiffres en exposant, introduits par l'outil «  Source ») sont à placer entre la fin de phrase et le point final[comme ça].
- Les liens internes (vers d'autres articles de Wikipédia) sont à choisir avec parcimonie. Créez des liens vers des articles approfondissant le sujet. Les termes génériques sans rapport avec le sujet sont à éviter, ainsi que les répétitions de liens vers un même terme.
- Les liens externes sont à placer uniquement dans une section « Liens externes », à la fin de l'article. Ces liens sont à choisir avec parcimonie suivant les règles définies. Si un lien sert de source à l'article, son insertion dans le texte est à faire par les notes de bas de page.
- La présentation des références doit suivre les conventions bibliographiques. Il est recommandé d'utiliser les modèles {{Ouvrage}}, {{Chapitre}}, {{Article}}, {{Lien web}} et/ou {{Bibliographie}}. Le mode d'édition visuel peut mettre en forme automatiquement les références.
- Insérer une infobox (cadre d'informations à droite) n'est pas obligatoire pour parachever la mise en page.

Pour une aide détaillée, merci de consulter Aide:Wikification.
Si vous pensez que ces points ont été résolus, vous pouvez retirer ce bandeau et améliorer la mise en forme d'un autre article.
Nold, contraction de never et old, est un néologisme désignant une personne « entre deux âges », plus tout à fait jeune, mais pas encore vieille. S’il semble plutôt associé dans les médias à la tranche d’âge des 45-65 ans, il paraît définir plus largement l’état d’esprit d’une génération qui, si elle vieillit, ne se considère pas comme vieille pour autant. Ainsi, des personnes âgées de plus de 65 ans vont se revendiquer nold.

## Origine
Le terme nold apparaît pour la première fois en France en 2021, dans un article du magazine Vanity Fair intitulé « Vous n'êtes ni vieux, ni jeune ? Vous êtes sans doute nold »
Il a été forgé en 2020 à l’initiative de Anne Thévenet Abitbol, déjà à l’origine d’un programme de conférences sur le thème de la coexistence des générations en entreprise, au sein du Groupe Danone, avec le concours de Nicolas Gayet, communicant.
Il est né de l’intuition que la binarité « jeune »/» vieux » ne permettait pas de rendre compte du vécu d’une population « entre-deux », en « transition d’âge », à la fois trop vieille pour être jeune et trop jeune pour être vieille et coincée dans cette alternative inconfortable faute d’un mot pour la définir.
Selon un sondage réalisé en mai 2023 par Toluna Harris Interactive, 80% des 45 à 65 ans ne se reconnaissent pas dans les caractéristiques générationnelles qui leur sont attribuées.
Nold qualifie une « génération invisible », qui ne se retrouve ni dans les représentations proposées par la société et les médias ni dans les catégories et terminologies existantes :
que ce soit senior (à partir de 45 ans en entreprise et 55 ans pour l'Insee) ou boomer (le terme « boomer » qualifie les personnes nées entre 1943 et 1960) ou même « Génération X » (celles nées entre 1965 et 1976). Cette population refuse d’être définie par son Âge.
Selon le philosophe Pierre-Henri Tavoillot « Le besoin de dénommer cet écart de perception – et plus largement, chaque génération, « X, Y, Z… » – n'en met pas moins en lumière une « confusion » contemporaine. On assiste à un brouillage des catégories des âges de la vie. Parce qu'on gagne en espérance de vie (à la fin, mais aussi et surtout au milieu de celle-ci), l'âge adulte est devenu plus vaste et plus fragmenté. D'où la quête de marqueurs d'identification, comme le nold…  »

## Perspective sociétale

### Lutter contre l’âgisme ordinaire
Selon Anne Thévenet Abitbol, dans le magazine Uzbek et Rica en 2021, il existerait, de même qu’on parle de « sexisme ordinaire », un « âgisme ordinaire » :
« tout un mouvement dépréciatif dans lequel s’inscrit l’ensemble de la société. Tout le monde va utiliser des mots autres pour contourner cette difficulté à nommer ceux qui avancent en âge : seniors, boomers, vétérans, ce qui montre bien la gêne ressentie face à ce qui est considéré comme une inéluctable dégradation… Mais comme nous devrions tous en passer par là si nous avons de la chance, autant s’atteler dès maintenant à changer ce regard ».
Selon le Dr Olivier de Ladoucette, psychiatre et Président fondateur de la Fondation Recherche Alzheimer « De nombreuses études ont indiqué l’influence néfaste des stéréotypes négatifs liés au vieillissement. L’appropriation plus ou moins consciente de ces préjugés par une personne âgée peut en effet affecter durablement son fonctionnement mnésique, sa vitesse de déplacement, voire son audition. Il est prouvé que ces stéréotypes, construits autour de la notion de déclin physique et de la maladie, encouragent le renoncement et la passivité. À l’inverse, une approche moins réductrice optimisant les capacités restantes, qui insiste sur le maintien de l’identité, les relations intergénérationnelles, l’engagement et les liens avec la société, s’avère nettement plus bénéfique. »
En nommant ce qui jusque là ne l’était pas, en sortant de « l’impensé sociologique » entre les jeunes et les vieux, dans lequel se retrouvent potentiellement 17 millions de personnes, selon la formule du sociologue Ronan Chastellier, nold vise à déconnoter le fait de vieillir. Et même à en faire un moment biographique désirable, loin de l’assignation à résidence dans laquelle l’inscrit la société. Le choix de l’anglais, outre la dimension universelle des problématiques liées au vieillissement, concourt à rendre attractive cette étape de la vie.

### Distinguer vieillesse et vieillissement
Selon la formule du comédien George Burns dans une interview au Washington Post en 1984 « On n’a pas d’autre choix que de vieillir, mais on n’est pas obligé de devenir (un) vieux ».
Nold caractérise cet état d’esprit. Selon le sociologue Ronan Chastellier, ceux qui se revendiquent nolds sont animés d’un véritable « tonus existentiel ». Les nolds considèrent que prendre de l’âge ne rime pas nécessairement avec un amoindrissement ou une diminution mais se doit d’être au contraire une intensification de la vie.
Pour le Dr De la Doucette, « L'âge administratif est de moins en moins pertinent. Nous avons tous un âge subjectif, résultant de différents facteurs sur lesquels nous pouvons agir : l'âge de nos artères, notre âge social, l'âge des désirs... Le vieillissement physiologique est terriblement inégalitaire. On estime que le terrain génétique joue pour 30% dans notre longévité. Mais le reste est lié à nos comportements. »

## Sociologie

### Un phénomène communautaire
Le terme nold est présenté par les medias tour à tour de mouvement, phénomène, génération, manifeste, socio-style…
A la différence des appellations X, Y, Z, qui désignent des générations pour en tirer des caractéristiques communes -depuis un point de vue extérieur, nold possède une dimension communautaire. Le terme fait l’objet d’une revendication de la part de personnes qui se reconnaissent dans cette catégorie et le clament dans des slogans, notamment sur les réseaux sociaux : « je suis nold », « forever nold », « thank god, I’m nold ».

### Caractéristiques des nolds
A travers les messages publiés sur les réseaux sociaux par les personnes se revendiquant nolds, se dégagent des traits communs :
- Un rapport positif à l’âge et au vieillissement.
- Un goût pour la nostalgie. A travers des références d’enfance ou d’adolescence en termes de musiques, d’émissions, d’objets, de publicités, d’expressions, de styles de vie…
- Un goût pour l’auto-dérision. Les nolds s’amusent des signes de l’âge.

## Géographie
Nold est apparu dans des médias francophones dans plusieurs pays du monde : France, Canada, Belgique.